# Edgeworth (Gloucestershire)
Edgeworth è un villaggio e parrocchia civile dell'Inghilterra, appartenente alla contea del Gloucestershire.